# Solitude Aeturnus
Solitude Aeturnus (latinsky Solitudo Aeterna, znamená věčná samota) je americká doom metalová kapela založená roku 1987 v texaském městě Arlington pod názvem Solitude. V roce 1988 se přejmenovala na Solitude Aeturnus, tou dobou ji tvořili zpěvák Robert Lowe, kytaristé John Perez a Edgar Rivera, baskytarista Chris Hardin a bubeník Lyle Steadham.
Debutní studiové album se jmenuje Into the Depths of Sorrow, vyšlo v roce 1991.

## Diskografie

### Dema
- Demo 1989 (1989)

### Studiová alba
- Into the Depths of Sorrow (1991)
- Beyond the Crimson Horizon (1992)
- Through the Darkest Hour (1994)[2]
- Downfall (1996)
- Adagio (1998)
- Alone (2006)

### EP
- Justice for All (2000)

### Kompilace
- In Times of Solitude (2011)

### Live alba
- Hour of Despair (2009)

### Split nahrávky
- The New Wave of American True Metal (1996) – split s kapelou Iron Rainbow